# (2364) Seillier
(2364) Seillier est un astéroïde de la ceinture principale.

## Description
(2364) Seillier est un astéroïde de la ceinture principale. Il fut découvert le 14 avril 1978 à La Silla par Henri Debehogne. Il présente une orbite caractérisée par un demi-grand axe de 3,17 UA, une excentricité de 0,14 et une inclinaison de 10,7° par rapport à l'écliptique.

## Compléments